# San Javier (Uruguay)
San Javier ist eine Stadt und ein Municipio im Westen Uruguays. 

## Geographie
Die Stadt befindet sich im 3. Sektor des Departamento Río Negro am Ostufer des Río Uruguay, 35 Kilometer (Luftlinie) nördlich von Nuevo Berlín. Zwischen diesen beiden Städten erstreckt sich entlang des Río Uruguay der Nationalpark Esteros de Farapos.

## Geschichte
San Javier wurde im Jahr 1913 gegründet, als 300 russische Familien sich hier niederließen. Sie waren Angehörige der Sekte „Neues Israel“, die von Zar Nikolaus II. verfolgt wurde. Am 17. November 1964 wurde der Ort durch das Gesetz Nr.13.299 in die Kategorie „Villa“ eingestuft.

## Einwohner
Die Einwohnerzahl von San Javier betrug bei der letzten Volkszählung 1781 (Stand 2011).
| Jahr          | 1963 | 1975 | 1985 | 1996 | 2004 | 2011 |
| Einwohnerzahl | 1158 | 940  | 1461 | 1358 | 1680 | 1781 |

## Politik
Bürgermeister (Alcalde) des Municipio ist seit 2015 Anibal Facchin.

## Wirtschaft
Hauptwirtschaftszweig ist die Landwirtschaft und hier vor allem der Anbau von Sonnenblumen. Die Stadt gilt als Pionier der Produktion von Sonnenblumenöl in Uruguay. Jährlich findet deshalb in der Gemeinde auch ein Sonnenblumen-Fest statt.